# Liczby doskonałe
Liczba doskonała – liczba naturalna, która jest sumą wszystkich swych naturalnych dzielników właściwych (to znaczy od niej mniejszych). Korzystając z pojęcia funkcji σ, można liczby doskonałe definiować jako te, dla których zachodzi warunek:
{\displaystyle \sigma (n)=2n.}
Najmniejszą liczbą doskonałą jest {\displaystyle 6}, ponieważ {\displaystyle 6=3+2+1.} Następną jest {\displaystyle 28,} ponieważ {\displaystyle 28=14+7+4+2+1.}
Kolejnymi są {\displaystyle 496,} {\displaystyle 8128,} {\displaystyle 33550336,} {\displaystyle 8589869056,} {\displaystyle 137438691328} i {\displaystyle 2305843008139952128.}
Największą znaną obecnie (21 października 2024) liczbą doskonałą jest {\displaystyle 2^{136279840}\cdot (2^{136279841}-1),} liczy ona 82 048 640 cyfr w rozwinięciu dziesiętnym.
Wszystkie znane liczby doskonałe są parzyste. Nie udało się dotąd znaleźć żadnej liczby doskonałej nieparzystej, ani dowodu, że liczby takie nie istnieją.

## Metoda Euklidesa znajdowania liczb doskonałych
W IX księdze Elementów, najstarszym piśmie opisującym liczby doskonałe, Euklides podał sposób znajdowania liczb doskonałych parzystych:
należy obliczać sumy kolejnych potęg dwójki {\displaystyle 1+2+4+8+\dots } Jeżeli któraś z otrzymanych sum okaże się liczbą pierwszą, należy pomnożyć ją przez ostatni składnik i otrzymamy liczbę doskonałą.
Sposób podany przez Euklidesa każe badać kolejno sumy:
{\displaystyle 1+2^{1},\quad 1+2^{1}+2^{2},\quad 1+2^{1}+2^{2}+2^{3},\quad \dots }
Są to sumy ciągu geometrycznego o ilorazie {\displaystyle 2,} więc mają one postać {\displaystyle 2^{i}-1.} Jeśli któraś z tych liczb {\displaystyle 2^{i}-1} okaże się liczbą pierwszą, to {\displaystyle (2^{i}-1)\cdot 2^{i-1}} jest liczbą doskonałą.

## Własności
Leonhard Euler udowodnił, że każda liczba doskonała parzysta ma postać {\displaystyle (2^{p}-1)2^{p-1}}, gdzie {\displaystyle 2^{p}-1} jest liczbą pierwszą. Warunkiem pierwszości liczby {\displaystyle 2^{p}-1} jest pierwszość liczby {\displaystyle p}.
Rzeczywiście, niech {\displaystyle n=ab} będzie liczbą złożoną, gdzie {\displaystyle a,b>1} są liczbami naturalnymi. Wówczas
{\displaystyle 2^{n}-1=2^{ab}-1=(2^{a})^{b}-1^{b}=}
{\displaystyle =(2^{a}-1)(2^{a(b-1)}+2^{a(b-2)}+2^{a(b-3)}+\ldots +2^{a(b-b)})}
również jest liczbą złożoną. Istnieje jednoznaczna odpowiedniość liczb doskonałych parzystych z liczbami pierwszymi Mersenne’a w postaci
{\displaystyle M_{p}=2^{p}-1}.
Euler udowodnił, że każda liczba doskonała nieparzysta musi być postaci {\displaystyle p^{4k+1}l^{2},} gdzie {\displaystyle p} jest liczbą pierwszą postaci {\displaystyle 4m+1.} Wiadomo też, że jeśli liczba taka istnieje, to musi być większa od {\displaystyle 10^{1500}.}